# Toni Marcus
Talia Antoinette „Toni“ Marcus (* ca. 1950) ist eine amerikanische Geigerin und Bratschistin.
Marcus trat bereits mit 10 Jahren als Geigerin öffentlich auf und wurde zwölfjährig als Wunderkind 1962 in der Show von Jack Benny präsentiert. Sie spielte zunächst bei La Monte Young und studierte bei Ali Akbar Khan und Pran Nath. Zu Beginn der 1970er Jahre trat sie mit Grachan Moncur III (Echoes Of Prayer), Gunter Hampel (NDR Jazzworkshop 1973) und Carla Bley (Tropic Appetites) auf. Dann spielte sie in mehreren italienischen Bands. Ende der 1970er Jahre gehörte sie zur Band von Van Morrison (Into the Music, Philosopher's Stone); zu Beginn der 1980er Jahre nahm sie mit Michel Vlatkovich auf und beschäftigte sich mit Meditationsmusik. Zwischen 1972 und 1981 war sie an sechs Alben im Bereich des Jazz beteiligt. In dem Film Corrina, Corrina (1994) trat sie als Geigenlehrerin auf. Im Bereich der Folkmusik trat sie mit Jamie St Clair und mit David Locke auf. Auch verfasste sie Filmmusik (Summerspell, 1983).
Derzeit (2013) ist sie als Geigen- und Improvisationslehrerin aktiv.
Als Artist in Residence war sie am San Francisco Museum of Modern Art, dem Guggenheim Museum und der Scola Sperimental in Rom.

## Diskographische Hinweise
- Gunter Hampel  Waltz for 3 Universes In a Corridor (birth, 1972)
- Claudio Lolli Un Uomo In Crisi: Canzoni Di Morte. Canzoni Di Vita (EMI, 1973)
- N.A.D.M.A. Paura (1973/2006)
- Constance Demby Sacred Space Music (1982)
- Shantala Live in Love (2006)